# Neil Codling
Neil John Codling (Tiddington, Inglaterra, 5 de diciembre de 1973) es un músico inglés conocido por ser el teclista y guitarrista de la banda Suede.

## Vida
Neil Codling creció en Stratford-upon-Avon y se graduó en Drama y Lengua Inglesa en la universidad de Hull.
Él y el batería de Suede, Simon Gilbert, son primos. Se unió al grupo en el otoño de 1995, cuando fue a pedirle prestado un traje a Simon. Era fan del grupo antes de unirse a ellos. 
Proviene de una familia adinerada y tiene un hermano llamado Paul. Es vegetariano y amante de los gatos. Trabajó como modelo ocasionalmente. 

## Suede
En 1995, tras 6 meses en paro después de graduarse, Codling se unió a la banda para encargase del teclado y los coros mientras Suede grababan su tercer álbum, Coming Up. 
Hizo su primera aparición en Hanover Grand, en una actuación secreta el 27 de enero de 1996, mientras que su primera actuación pública con Suede fue en septiembre de 1996. 
Las actuaciones de Neil en directo eran bastante curiosas, ya que adoptaba una pose de 'teclista maniquí', como algunos le llamaban. Durante los conciertos, aparecía la mayor parte del tiempo sentado al teclado con las piernas cruzadas mirando al infinito o a sus compañeros, que actuaban extasiados mientras Neil fumaba cigarrillos tranquilamente. Algunos fanes y críticos le acusaron de no aportar nada a la banda y de haber ingresado en ella por mera cuestión estética. Sin embargo, su participación en la banda creció considerablemente para el álbum que salió a la venta en 1999, Head Music, coescribiendo muchas de las canciones del disco. Compuso "Elephant Man," "Digging a Hole," "Waterloo" y "Weight of the World", y cantó las tres últimas, todas B-sides. Codling también tocaba la guitarra durante alguno de los conciertos.
Su última aparición junto a Suede fue en el Iceland Airwaves Festival el 21 de octubre de 2000. El 23 de marzo de 2001 se anunció que abandonaba la banda, debido a que sufría el síndrome de fatiga crónica.En mayo de 2005 presentó su proyecto musical Barry O'Neil que es un dúo formado por él y Harriet Cawley.
Codling se ha encargado de los teclados en conciertos de Natalie Imbruglia. En abril de 2007, se anunció que Codling tocaría el teclado en dos de los conciertos de Brett Anderson en Alemania. La primera vez que volvían a reunirse desde que Neil abandonó Suede.